# Thiên hoàng Kōnin
Thiên hoàng Quang Nhân (光仁天皇 (Quang Nhân Thiên hoàng) Konin-tennō, 18 tháng 11 năm 709 – 11 tháng 1 năm 782) là Thiên hoàng thứ 49 của Nhật Bản theo truyền thống thứ tự kế thừa ngôi vua. Triều Konin của kéo dài 770-781.

## Tường thuật truyền thống
Tên thật của Thiên hoàng Konin là Shirakabe. Ông là con trai của hoàng tử Shiki, cháu nội của Thiên hoàng Tenji. Ban đầu, ông đã không được chọn để kế ngôi vua Nhật Bản. Sau khi kết hôn với công chúa Ikami, con gái của Thiên hoàng Shōmu (có một con gái và một con trai), ông được em vợ mình là nữ Thiên hoàng Shotoku chọn làm người kế vị. Năm 770, ông lên ngôi sau khi chị mình vừa qua đời, hiệu là Kōnin.

## Trị vì
Ông chính thức đăng quang ngày 8 tháng 9, 769, đặt niên hiệu mới là Hoki (Năm Mới). Ngay sau khi lên ngôi, ông chỉ định hoàng tử thứ nhất là Osabe (cháu trai của Thiên hoàng Shomu) làm thái tử. Thế nhưng hơn 3 năm sau, một thứ phi của ông là Takano no Niigasa (người Triều Tiên) sinh ra Hoàng tử Yamabe và được Konin đặt làm người thừa kế.
Từ năm 770, vua Bột Hải Văn Vương của vương quốc Bột Hải tăng cường ngoại giao và thương mại với Nhật Bản hòng gây sức ép với địch thủ Tân La ở mặt Nam. Người Bột Hải tự hào là người thừa kế của Cao Câu Ly. Các thư tín gửi cho Thiên hoàng Nhật Bản chỉ ra rằng các vị vua Bột Hải tự nhận mình là "vua Cao Câu Ly".
Cảm thấy đức ông chồng của mình quá đần độn và dựa vào thế lực quá lớn của người chị quá cố, hoàng hậu Ikami không coi chồng ra gì. Việc này làm Tả đại thần Fujiwara no Momokawa tức giận và ông ngấm ngầm tìm cơ hội trừ bỏ vị hoàng hậu lộng quyền này. Về phần mình, cảm thấy có chút thông minh nên Ikami ngày càng xem thường chồng. Một lần, do thua hoàng hậu trong chơi cờ nên Thiên hoàng đã phải đưa con trai thứ là hoàng tử Yamabe tới hầu hạ bà ta. Một hoàng tử mới 36 tuổi lại phải cả ngày phục vụ một bà lão sáu, bảy mươi tuổi, Yamabe cảm thấy vô cùng tức giận. Từ tức giận, Yamabe đâm ra thù ghét hoàng hậu Ikami và nhanh chóng trở thành đồng minh với Momokawa.
Đến khi bà ta sinh ra hoàng thái tử Osabe, thế lực ngày càng tăng mạnh. Hoàng thái tử đi đâu cũng tiền hô hậu ủng, đoàn đội vô cùng uy phong, trong khi đó Yamabe thì không có lấy một người hầu, lại phải đi hầu người khác. Momokawa lập luận, giả như nếu thái tử một ngày chết đi, thì một hoàng tử thất sủng như Yamabe hoàn toàn có cơ hội trở thành người kế vị. Vì vậy, một ngày, Momokawa tâu với Thiên hoàng rằng hoàng hậu có ý hãm hại Thiên hoàng, bản thân mình phụ trách việc an nguy của hoàng cung, không thể không nói.
Chứng cứ là những tấm bùa chú trong hậu cung của hoàng hậu, Momokawa tâu vua rằng: "Vì quốc gia, vì nhân dân, bệ hạ nên lập tức phế truất ngôi vị của hoàng hậu và thái tử’. Vị Thiên hoàng trước nay vốn không có chủ kiến gì, nghe Momokawa nói vậy, liên tục gật đầu. Sách Shoku Nihongi viết: tháng 3/772, Ikami bị buộc tội nguyền rủa chồng và Konin tước đi chức Hoàng hậu của bà. Đến tháng năm, Osabe cũng bị Thiên hoàng tước ngôi thái tử. Năm 773, cả hai mẹ con hoàng tử Osabe được đưa đi Naniwa theo lệnh của Thiên hoàng. Họ sống ở đó và qua đời cùng ngày (29/5/775).
Năm 772, sau khi tước ngôi thái tử của Osabe, Thiên hoàng đặt hoàng tử Yamabe làm thái tử kế vị. Mẹ của thái tử, bà Takano no Niigasa, hậu duệ của nhà vua Bách Tế (Triều Tiên) là Muryeong (501 - 523). Gia tộc của bà không được có danh tiếng, nhưng nhờ có quan hệ với hoàng gia Nhật Bản và nhất là bà sinh ra cho Thiên hoàng cậu con trai tài giỏi Yamabe, nên bắt đầu có danh tiếng. Những người cùng phe cánh với cố hoàng hậu Ikami vẫn âm mưu cướp ngôi vua, nhưng nhờ lòng trung thành của Fujiwara no Momokawa mà âm mưu bị chặn đứng.
Những năm cuối thời Konin (các niên hiệu Hoki (770-781) và Ten'ō (781-782)), thiên tai, dịch bệnh và hơn nữa là họa cướp ngôi đó phe cánh của cố hoàng hậu Ikami gây ra, làm khuynh đảo triều đình Thiên hoàng.
Ngày 30/4/781, Thiên hoàng Konin thoái vị, nhường ngôi cho con trai là hoàng tử Yamabe. Yamabe lên ngôi, hiệu Thiên hoàng Kanmu
Ngày 11/1/782, Thiên hoàng Konin qua đời ở tuổi 73.